# Chalcorana rufipes
Chalcorana rufipes é uma espécie de anfíbio anuro da família Ranidae. Está presente na Indonésia. A UICN classificou-a como pouco preocupante.